# Microsema asteria
Microsema asteria là một loài bướm đêm trong họ Geometridae.